# Танакрос (Аљаска)
Танакрос (енгл. Tanacross) насељено је место без административног статуса у америчкој савезној држави Аљаска.

## Демографија
По попису из 2010. године број становника је 136, што је 4 (-2,9%) становника мање него 2000. године.
| Група             | 2000.     | 2010.      |
| Белци             | 12 (8,6%) | 14 (10,3%) |
| Афроамериканци    | 0 (0,0%)  | 0 (0,0%)   |
| Азијати           | 0 (0,0%)  | 0 (0,0%)   |
| Хиспаноамериканци | 2 (1,4%)  | 0 (0,0%)   |
| Укупно            | 140       | 136        |